# جيوفانباتيستا كاتالانو
جيوفانباتيستا كاتالانو (بالإيطالية: Giovanbattista Catalano)‏ (22 يناير 1994 بلاميتسيا تيرمي في إيطاليا - ) هو لاعب كرة قدم إيطالي في مركز جناح ‏. لعب مع نادي بيسكارا ونادي ريميني وVigor Lamezia ‏ ونادي بوتنزا.